# Salão do Automóvel de Tóquio

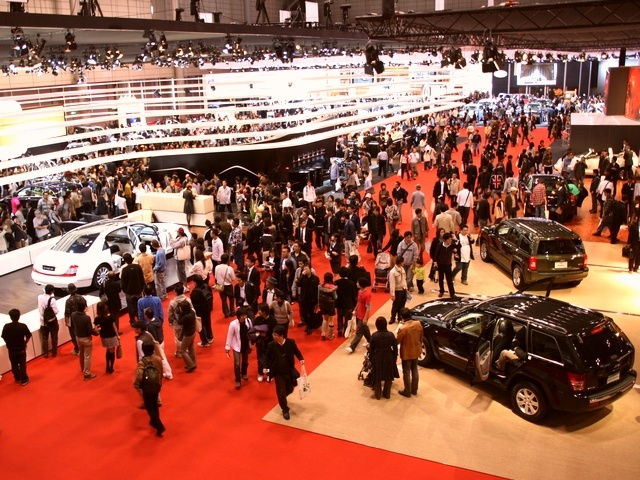
Salão do Automóvel de Tóquio 2007.

O Salão do Automóvel de Tóquio (東京モーターショー?) é uma feira de automóveis que acontece a cada dois anos durante os meses de outubro e novembro em Makuhari Messe, Chiba City (Tóquio, Japão).